# 나이트메어 (2010년 영화)
《나이트메어》(영어: A Nightmare on Elm Street)는 2010년에 개봉한 미국의 초자연 슬래셔 영화이다. 새뮤얼 베이어의 감독 데뷔작이다. 웨슬리 스트릭과 에릭 하이저러가 각본을 맡고, 재키 얼 헤일리, 카일 갤너, 루니 메라, 케이티 캐시디, 토머스 데커, 켈런 러츠 등이 출연하였다. 
마이클 베이와 플래티넘 듄스가 뉴 라인 시네마의 요청에 따라 나이트메어 시리즈 리부트 의도로 1984년 동명 영화를 리메이크하였으며, 시리즈 아홉 번째 작품에 해당된다. 프레디 크루거라는 수수께끼의 사내가 오하이오주 가상 마을에 사는 십대 무리의 꿈속을 활보하고 다닌다는 내용이다. 웨스 크레이븐이 썼던 원작 영화 각본 초안 설정을 살려 프레디가 아동성폭행범으로 나온다.
시리즈 기존 작품에서 프레디를 맡아온 로버트 잉글런드 대신 재키 얼 헤일리가 발탁되었다. 잉글런드는 헤일리를 긍정적으로 평가하였다.
2010년 4월 30일에 워너 브라더스에 의해 전 세계에서 개봉되었다. 흥행에는 성공하였으나 평단으로부터 대체로 부정 평가를 받았고 이후 후속작이 나오지 않고 있다.

## 출연
- 재키 얼 헤일리 - 프레디 크루거 역
- 카일 갤너 - 퀜틴 스미스 역
- 루니 메라 - 낸시 홀브룩 역
- 케이티 캐시디 - 크리스 폴스 역
- 토머스 데커 - 제시 브론 역
- 켈런 러츠 - 딘 러셀 역
- 클랜시 브라운 - 앨런 스미스 역
- 코니 브리턴 - 궨 홀브룩 박사 역
- 에런 유 - 마커스 연 역